# Nienstedten
Nienstedten è un quartiere della città tedesca di Amburgo. È compreso nel distretto di Altona.